# Pont de Sant Francesc (Manresa)
El Pont de Sant Francesc és una obra del municipi de Manresa (Bages) protegida com a bé cultural d'interès local.

## Descripció
El pont consta de cinc arcades de tipus rebaixat, aixecades sobre pilars de pedra amb talla-aigües de secció semicircular. Els pilars són allargats i no presenten cap mena d'ornamentació. L'aparell és obrat amb blocs de pedra regulars. És un pont construït de forma simple i senzilla. A la part superior presenta una via plana, amb voreres laterals i baranes de ferro a protecció dels vianants. Tanmateix permet la circulació rodada en ambdós sentits de vehicles automòbils.

## Història
El nom de "Pont de Fusta", que és com se l'anomenava al s.XIX, sorgí perquè en construir-se la carretera de Can Massana, el 1804, es bastí sobre el riu Cardener un "Pont de Fusta", dedicada a la filatura de cotó i que, en cremar-se el 1847, i feta la renovació, s'anomenà "La Manresana". Actualment sobre el sòl on hi hagué la fàbrica s'hi aixeca l'hotel Pere III.
El 1842 fou projectat el pont de Sant Francesc o Pont de Pedra, iniciant-se la construcció el 1873 i inaugurant-se el 1891. Substituí l'antic pont de fusta i s'anomenà de Sant Francesc per la proximitat del convent del mateix nom fundat pels frares Mínims de st. Francesc de Paula, el 1623.